# Zygmunt Pękała
Zygmunt Pękała ps. „Śmiały” (ur. 13 listopada 1927, zm. 24 grudnia 2018) – polski żołnierz podziemia niepodległościowego w czasie II wojny światowej oraz powojennego podziemia antykomunistycznego, major WP w stanie spoczynku.

## Życiorys
Pochodził ze wsi pod Włodawą. W 1943, w wieku 16 lat, wstąpił do partyzantki związanej z Armią Krajową. Po wkroczeniu Armii Czerwonej działalność podziemną kontynuował w ramach podziemia antykomunistycznego. Zatrzymany przez sowietów został skazany na 5 lat, jednak już w marcu 1947 został zwolniony na mocy amnestii. W kwietniu 1947 przystąpił do oddziału por. Józefa Struga ps. „Ordon”. W lipcu tego samego roku podczas obławy na oddział „Ordona” w której jego dowódca zginął, sam Pękała został ranny lecz zdołał zbiec. Został aresztowany 10 sierpnia, a następnie skazany na 7 lat więzienia. Więziony był między innymi na Zamku Lubelskim i zakładach karnych w Sztumie oraz Strzelcach Opolskich. 
Po przemianach demokratycznych w Polsce był inicjatorem ustawienia kamienia pamiątkowego w miejscu śmierci Józefa Struga ps. „Ordon”. W 2017 był już jednym z dwóch ostatnich żołnierzy z oddziału „Ordona”.

## Odznaczenia
- Krzyż Oficerski Orderu Odrodzenia Polski (2008)[4]